# بيترس غراي
بيترس غراي (بالإنجليزية: Beatrice Gray)‏ هي ممثلة أمريكية، ولدت في 3 مارس 1911 في قرطاج في الولايات المتحدة، وتوفيت في 25 نوفمبر 2009 في لوس أنجلوس في الولايات المتحدة بسبب مرض.

## وصلات خارجية
- بيترس غراي على موقع IMDb (الإنجليزية)
- بيترس غراي على موقع أول موفي (الإنجليزية)
- بيترس غراي على موقع قاعدة بيانات الأفلام السويدية (السويدية)
- بيترس غراي على موقع قاعدة بيانات الفيلم (الإنجليزية)